# Temporada 2009-2010 del Club Joventut Badalona
La temporada 2009-2010 va ser la 71a temporada en actiu del Club Joventut Badalona des que va començar a competir de manera oficial. La Penya va disputar la seva 54a temporada a la màxima categoria del bàsquet espanyol. Va acabar la competició en l'11a posició, fora de les places que donaven accés a disputar els play-offs pel títol, lluny de la cinquena plaça aconseguida la temporada anterior.

## Resultats
Copa ULEB
El DKV Joventut va disputar aquesta temporada la Copa Uleb. A la fase de grups va quedar enquadrat al grup D amb l'UNICS Kazan (Rússia), el Besiktas Cola Turka (Turquia) i el Telekom Baskets Bonn (Alemanya). Va passar ronda després de quedar segon del grup per diferència de punts, a l'empatar amb l'equip rus amb 5 victòries i una derrota. Als encreuaments del Top 16 va tenir menys sort i va quedar tercer del grup I, per sota de l'ALBA Berlín (Alemanya) i l'Aris Thessaloniki (Grècia), i per sobre del Le Mans Sarthe Basket (França), no classificant-se pels quarts de final de la competició.
Lliga ACB
A la Lliga ACB finalitza la fase regular en l'onzena posició de 18 equips participants, quedant fora de les places que donaven accés a disputar els play-offs pel títol. En 34 partits disputats de la fase regular va obtenir un bagatge de 15 victòries i 19 derrotes, amb 2.639 punts a favor i 2.712 en contra (-73). Gràcies a la primera volta es va classificar per jugar la Copa del Rei.
Copa del rei
La Penya va classificar-se per jugar la 74a edició de la Copa, celebrada a Bilbao en el mes de febrer. Va quedar eliminada a quarts de final al perdre amb el Reial Madrid per 90 a 82.
Lliga Catalana
A la Lliga Catalana, disputada a Barcelona, el DKV Joventut va derrotar el Bàsquet Manresa a les semifinals de la competició (80-58), però a l'endemà es va veure clarament superat pel FC Barcelona a la final (32-68). Aquest partit va ser el primer cop que Ricky Rubio jugava contra la Penya després de canviar de club aquell mateix estiu.

## Fets destacats
2010
- 3 de març: Jordi Villacampa destitueix Sito Alonso com a entrenador del primer equip, 24 hores després de la contundent derrota davant l'Aris de Salònica (84-54) i d'encadenar sis derrotes consecutives a la lliga.[5]

## Plantilla
La plantilla del Joventut aquesta temporada va ser la següent:
| Club Joventut Badalona: plantilla 2009-10 |                           |            |      |
| #                                         | Jugador                   | Pos.       | A.   |
| 4                                         | Uros Tripkovic            | Escorta    | 1.97 |
| 9                                         | Kristaps Valters          | Base       | 1.91 |
| 10                                        | Luka Bogdanovic           | Aler pivot | 2.04 |
| 11                                        | Antonio Bueno             | Pivot      | 2.08 |
| 14                                        | Josep Franch              | Base       | 1.92 |
| 15                                        | David Jelínek             | Aler       | 1.94 |
| 16                                        | Eduardo Hernández-Sonseca | Pivot      | 2.12 |
| 17                                        | Henk Norel                | Pivot      | 2.12 |
| 19                                        | Pere Tomàs                | Aler       | 2.00 |
| 21                                        | Alain Koffi               | Pivot      | 2.06 |
| 23                                        | Christian Eyenga          | Aler       | 1.98 |
| 24                                        | Clay Tucker               | Escorta    | 1.96 |
| 34                                        | Mario Bruno               | Base       | 1.90 |

| Club Joventut Badalona: staff 2009-10 |                      |
| Nom                                   | Funció               |
| Pepu Hernández                        | Entrenador           |
| Josep Clarós                          | Entrenador assistent |
| Carles Duran                          | Entrenador assistent |

| Jugadors del planter amb minuts al 1r equip |            |      |      |              |
| #                                           | Jugador    | Pos. | A.   | Participació |
| 13                                          | Joan Tomàs | Aler | 1.98 | 1 partit     |

### Baixes
| Baixes a l'inici de temporada |            |
| Jugador                       | Pos.       |
| Demond Mallet                 | Base       |
| Pau Ribas                     | Escorta    |
| Ricky Rubio                   | Base       |
| Coby Karl                     | Escorta    |
| Simas Jasaitis                | Aler       |
| Jan Hendrik Jagla             | Aler pivot |
| Ferran Laviña                 | Escorta    |
| Jerome Moiso                  | Pivot      |

| Baixes durant la temporada |            |
| Jugador                    | Pos.       |
| Sito Alonso                | Entrenador |